# 长尾心足螺
长尾心足螺（学名：Cardiapoda richardi），是中腹足目龙骨螺科Cardiapoda属的一种。主要分布于中国大陆，常栖息在浮游生活。